# チェチェンへようこそ ―ゲイの粛清―
『チェチェンへようこそ ―ゲイの粛清―』（Welcome to Chechnya）は、アメリカ合衆国のジャーナリスト、作家、ドキュメンタリー作家のデヴィッド・フランスによる2020年のドキュメンタリー映画。この映画は、2010年代後半のチェチェンにおける同性愛者粛清に焦点を当てており、LGBTチェチェン難民が活動家の支援を受けてロシアから出国する様子を、隠しカメラを使って撮影した。 
2020年1月26日のサンダンス映画祭で世界初公開され、2020年6月30日にHBOフィルムズから公開された。